# 法蘭西絲·費雪
法蘭西絲·費雪（英語：Frances Fisher，1952年5月11日—）是英国出生的美国女演员。她的职业生涯始于剧院，后来於CBS日间肥皂剧《指路明灯》（1985）中饰演唱片公司主管 Suzette 'Red' Saxon。電影方面，她因在《殺無赦》（1992）、《泰坦尼克号》（1997）、《迫切的任務》（1999）、《塵霧家園》（2003）、《愛你無法度》（2004）、《反恐戰場》（2007）、《震撼效應》（2007）、《喬琳娜》（2008）、《林肯律师》（2011）和《宿主》（2013）而聞名。 2014年至2015年，费舍尔主演了ABC电视剧《亡者归来》。 2019 年，她主演了HBO电视剧《守望者》，為同名圖像小說的续集。